# (34484) 2000 SR124
2000 SR124 (asteroide 34484) é um asteroide da cintura principal. Possui uma excentricidade de 0.16010940 e uma inclinação de 3.23510º.
Este asteroide foi descoberto no dia 24 de setembro de 2000 por LINEAR em Socorro.